# 가마노코촌
가마노코촌(釜子村)은 후쿠시마현 니시시라카와군에 일찍이 존재했던 촌이다.

## 지리
- 현재의 시라카와시의 동부, 구 히가시촌의 서부에 위치한다.

## 역사
- 1889년 4월 1일 - 정촌제 시행에 의해 5촌이 합병해 니시시라카와군 가미노코촌이 성립하였다.
- 1907년 4월 1일 - 고카촌의 일부를 편입하였다.
- 1955년 3월 1일 - 오노다촌과 합병해 히가시촌이 성립하여, 동일 가마노코촌이 폐지되었다.
- 2005년 11월 7일 - 히가시촌이 (구) 시라카와 시,  오모테고 촌, 다이신 촌, 히가시 촌과 합병해 시라카와시가 성립하였다.

## 인구
- 1891년 2,427
- 1920년 3,282
- 1947년 5,003

## 참고문헌
- 角川日本地名大辞典編纂委員会『角川日本地名大辞典 7 福島県』、角川書店、1981年 ISBN 4040010701
- 日本加除出版株式会社編集部『全国市町村名変遷総覧』、日本加除出版、2006年、ISBN 4817813180